# Drageoir (mécanique)
Pour les articles homonymes, voir Drageoir.

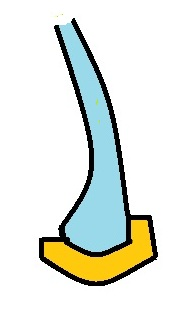
Drageoir sur monture de lunette

En mécanique, un drageoir est une gorge aménagée dans certains objets pour maintenir par emboitement un autre élément. Il s'agit du procédé le plus courant de fixation des verres de lunette ou de montre.
La profondeur et le profil de la rainure doivent correspondre au profil de la pièce aux points où elle s'y insère et compte tenu qu'elle doit avoir une dimension supérieure de quelques centièmes pour un emboîtement résistant.

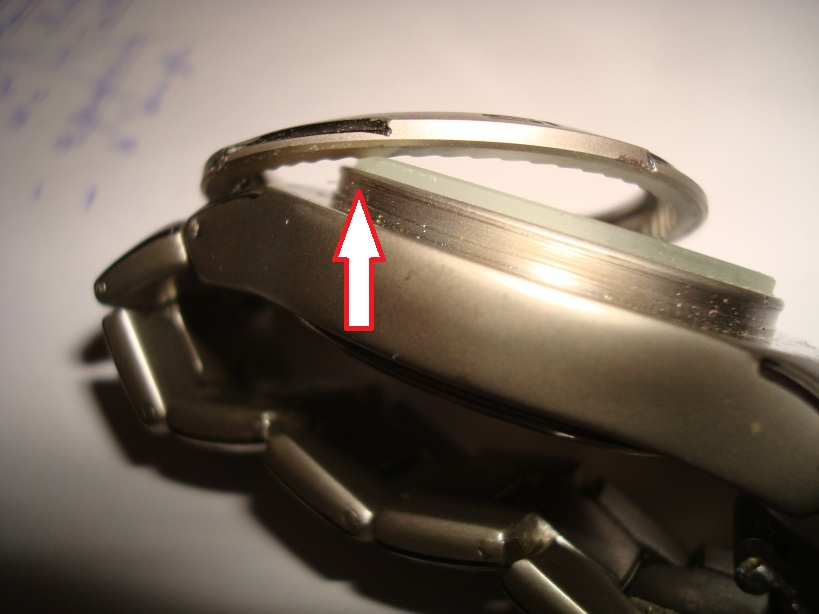
Drageoir pour montage verre de montre.
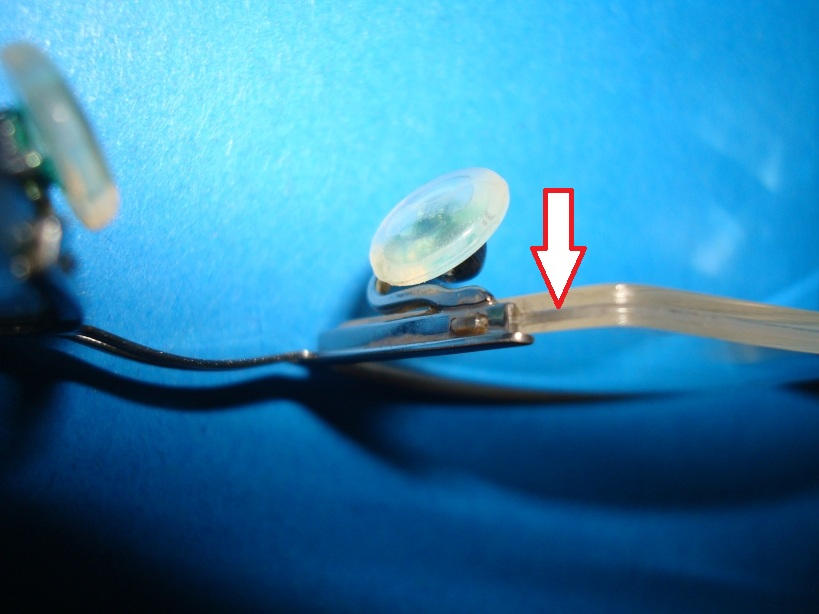
Drageoir pour montage du fil nylon.
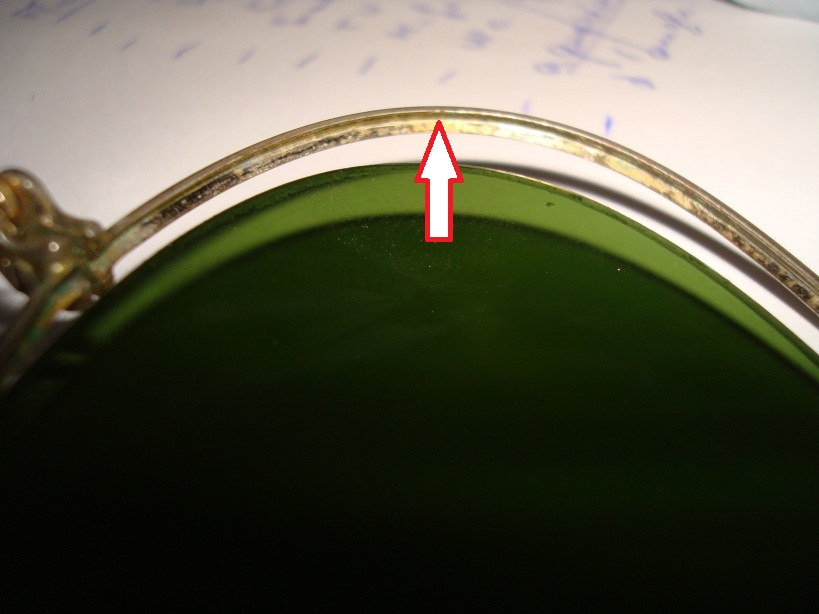
Drageoir sur monture de lunette.